# Мексика на летних Олимпийских играх 1984
Мексика принимала участие в Летних Олимпийских играх 1984 года в Лос-Анджелесе (США) в четырнадцатый раз за свою историю и завоевала одну бронзовую, три серебряные и две золотые медали. Сборная страны состояла из 99 спортсменов (77 мужчин, 22 женщины).

## Золото
- Лёгкая атлетика, мужчины, 20 км, ходьба — Эрнесто Канто.
- Лёгкая атлетика, мужчины, 50 км, ходьба — Рауль Гонсалес.

## Серебро
- Лёгкая атлетика, мужчины, 20 км, ходьба — Рауль Гонсалес.
- Бокс, мужчины — Эктор Лопес.
- Греко-римская борьба, мужчины — Даниэль Асевес.

## Бронза
- Велоспорт, мужчины — Хосе Юшимате.